# 世界ノ全テ
『世界ノ全テ』（せかいノすべテ）は、2002年4月26日にたまソフトにより発売されたアダルトゲームで、ジャンルとしては青春アドベンチャーゲーム。2002年12月13日には、メディアをDVDに移したリファイン作『世界ノ全テ -remind of you-』が発売された。本編メインED後に新規シナリオを追加、男性キャラのフルボイス化、CG・ボーカル曲の追加などが施されている。また、2006年9月28日にはイエティからPlayStation 2版『世界ノ全テ -two of us-』が発売された。
2012年8月31日にはリニューアル作品である『世界ノ全テノ全テ』（せかいノすべテノすべテ）が発売された。この作品は『世界ノ全テ』シリーズを完全再編集した完全コレクターズボックスである。初回限定版にはサウンドトラック2枚とドラマCD4枚が同梱した。画面サイズと画質の向上の他、新規CG40枚、新規シナリオの追加などが行われている。ゲームディスクには日本で初めて「FLEX-DVD」が採用された。

## あらすじ
8年ぶりに故郷に帰り、御室学園に転校してきた宮本浩は、かつての旧友と謎めいた雰囲気を持つ少女・小西智子と出会う。今まで虚無的な日々を送っていた浩だったが、彼らと過ごす中で、少しずつ世界が変わり始める。

## キャラクター
宮本 浩（みやもと ひろし）
声：無し
本編の主人公。御室学園2年生。
幼い頃はこの地域（関西）に住んでいたのだが、8年ほど前に東京へ転校している。そのため、話す言葉は関西弁ではない。
出来の良い兄に両親の期待を奪われており、自分は家族にとっていらない人間なのだと思い込んでいたが、軽音部に入部した事を機に、部活に打ち込む。
小西 智子（こにし ともこ）
声：野宮香央里
浩より一週間早く転校してきた少女。御室学園2年生。浩とは同じクラスである。
とても無口で、クラスでも孤立している。裕福な家庭に生まれたが、親に愛された経験を全く持たない。ピアノと作曲の才能を請われて軽音部に入部。以前の学校の制服を着用。
櫻井 まりも（さくらい まりも）
声：上井みゅん
御室学園の1年生。軽音部に所属しており、ベース担当。ベースを教えてくれた中井戸を師匠と呼ぶ。好奇心旺盛な性格。
草薙 ほのか（くさなぎ ほのか）
声：上井みゅん
御室学園の3年生。浩や智子のクラスの担任・かすみの妹。軽音部でマネージャーをしている。引っ込み思案だが人当たりは良く、世話好きで意外と頑固な所もある。目立つのが苦手で、化粧っけがなく地味。自分の巨乳に劣等感を抱いている。
村上 瑞樹（むらかみ みずき）
声：野宮香央里
御室学園の1年生。秀一の妹。先天性の心臓病を患っており、時折発作を起こすが、日々を強く生きようと頑張っている。外見の割にしっかり者。軽音部員ではないが、しょっちゅう部室に入り浸る。
草薙 かすみ（くさなぎ かすみ）
声：理多
浩や智子のクラスの担任で、ほのかの姉。24歳。担当科目は英語。前向きで人当たりも良く、生徒からの人気は高い。スタイルは抜群。
中井戸 麗次（なかいど れいじ）
声：無し（CD版）/ 宮下栄治（DVD版、PS2版）
御室学園の2年生。軽音部の部長でギター担当。軟派でヘタレだが、ギターの腕は抜群で、この時だけは周囲から認められていると思い込んでいる。音楽の才能は優秀だが、他は劣悪。かすみに憧れを抱いており、浩のクラスに遊びに来る。父親はかつて一世を風靡した天才ギタリストで、彼からギターを教えられた。
村上 秀一（むらかみ しゅういち）
声：無し（CD版）/ 山根剛（DVD版、PS2版）
御室学園の2年生。軽音部のドラム担当。瑞樹の兄。体格が良い。朴念仁だが、実直で誠実。空手の有段者であり、自分からは決して仕掛けないが、喧嘩は強い。心臓病の妹を常に心配している。

## スタッフ
『世界ノ全テ』とリニューアル作品『世界ノ全テノ全テ』のスタッフは共通しており、以下の通りである。
- 原画 - 大崎シンヤ、BAB
- シナリオ - 霊岳、逆神喧云、O-take
- 音楽 - 細井聡司 (hosplug)
- 主題歌「未完成の城」
  - 作詞 - kala / 作曲・編曲 - Energyfield / 歌 - kala

## 関連商品
- SOUND CD
  - 世界ノ全テオリジナルサウンドトラック "set you free..."  2002年8月30日発売 全15曲
  - 世界ノ全テ-remind of you-オリジナルサウンドトラック  2002年12月13日発売 全19曲
  - pf -ピアノフォルテ- 2003年5月29日発売 全8曲
- DRAMA CD
  - プチ放送局CD Vol.01
  - プチ放送局CD Vol.02 2003年9月9日発売
  - プチ放送局CD 海賊版 2007年2月23日発売
- その他
  - 世界ノ全テ トレーディングカード 2002年10月2日発売 全99種
  - トレーディングカードゲーム『ランブリングエンジェル』
  - ギミックス 創刊準備号 2002年4月11日発売